# Pichidegua
Pichidegua é uma comuna da província de Cachapoal, localizada na Região de O'Higgins, Chile. Possui uma área de 320,0 km² e uma população de 17.756 habitantes (2002).